# 신샹시
신샹시(신향, 중국어: 新乡, 병음: Xīnxiāng)는 중국 허난성의 북쪽에 있는 도시이다. 남서쪽으로 성도 정저우시, 남동쪽으로 카이펑시, 북쪽으로 허비시, 안양, 서쪽으로 자오쭤시와 접하고 북서쪽으로 산시성, 동쪽으로 산둥성과 접한다.

## 역사
신샹은 중국 역사에서 초기의 큰 전투인 무예 전쟁의 전장이었다. 신샹의 역사는 수나라 때까지 거슬러 오른다. 당나라 때 이곳에서 왕선지가 황소와 발맞추어 반란을 일으켰다. 또한 이곳 펑추현 진교진에서는 진교역정변이 일어났다. 1950년대에 공업 중심지로 개발되기 전까지는 작은 시장 중심이었다. 또한 1949년부터 1952년까지 단명한 핑위안 성의 성도 역할을 했던 곳이다.

## 경제
방직업과 식품 가공업이 주요 제조업이다. 기계 제작을 하는 많은 중공업 공장이 있다. 면화 산업을 토대로 한 오래된 방직업이 매우 발전되어있다.

## 교통
도시는 웨이허(卫河) 항해의 출발지에 있는 철도 교차점이자 산업 중심지이다. 1950년대에 강의 개선작업으로 작은 배로 항해가 가능해졌고 베이징을 위한 주요 항구 도시인 톈진까지 연결되었다. 이후 화학 공업에 의한 심각한 오염 때문에 수로는 완전히 절단되었고 매립되었다. 최근의 준설 후에도 강은 단지 인공 호수가 되었을 뿐이었다.

## 기후
| 신샹시의 기후                                                 | 신샹시의 기후 | 신샹시의 기후 | 신샹시의 기후 | 신샹시의 기후 | 신샹시의 기후 | 신샹시의 기후 | 신샹시의 기후 | 신샹시의 기후 | 신샹시의 기후 | 신샹시의 기후 | 신샹시의 기후 | 신샹시의 기후 | 신샹시의 기후 |
| 월                                                            | 1월           | 2월           | 3월           | 4월           | 5월           | 6월           | 7월           | 8월           | 9월           | 10월          | 11월          | 12월          | 연간          |
| ------------------------------------------------------------- | ------------- | ------------- | ------------- | ------------- | ------------- | ------------- | ------------- | ------------- | ------------- | ------------- | ------------- | ------------- | ------------- |
| 역대 최고 기온 °C (°F)                                        | 18.9 (66.0)   | 24.8 (76.6)   | 29.0 (84.2)   | 36.1 (97.0)   | 38.0 (100.4)  | 40.9 (105.6)  | 40.5 (104.9)  | 37.7 (99.9)   | 36.8 (98.2)   | 34.3 (93.7)   | 27.7 (81.9)   | 23.9 (75.0)   | 40.9 (105.6)  |
| 일평균 최고 기온 °C (°F)                                      | 5.5 (41.9)    | 9.6 (49.3)    | 15.5 (59.9)   | 22.1 (71.8)   | 27.4 (81.3)   | 32.1 (89.8)   | 32.1 (89.8)   | 30.8 (87.4)   | 27.0 (80.6)   | 21.6 (70.9)   | 13.8 (56.8)   | 7.4 (45.3)    | 20.4 (68.7)   |
| 일일 평균 기온 °C (°F)                                        | 0.3 (32.5)    | 3.9 (39.0)    | 9.9 (49.8)    | 16.3 (61.3)   | 21.9 (71.4)   | 26.5 (79.7)   | 27.6 (81.7)   | 26.3 (79.3)   | 21.8 (71.2)   | 15.8 (60.4)   | 8.2 (46.8)    | 2.2 (36.0)    | 15.1 (59.1)   |
| 일평균 최저 기온 °C (°F)                                      | −3.7 (25.3)   | −0.6 (30.9)   | 4.8 (40.6)    | 10.8 (51.4)   | 16.5 (61.7)   | 21.1 (70.0)   | 23.7 (74.7)   | 22.6 (72.7)   | 17.5 (63.5)   | 11.1 (52.0)   | 3.8 (38.8)    | −1.9 (28.6)   | 10.5 (50.8)   |
| 역대 최저 기온 °C (°F)                                        | −13.9 (7.0)   | −16.0 (3.2)   | −6.2 (20.8)   | −0.7 (30.7)   | 7.6 (45.7)    | 12.4 (54.3)   | 17.2 (63.0)   | 13.5 (56.3)   | 7.5 (45.5)    | −0.9 (30.4)   | −12.8 (9.0)   | −11.5 (11.3)  | −16.0 (3.2)   |
| 평균 강수량 mm (인치)                                         | 5.6 (0.22)    | 8.8 (0.35)    | 14.1 (0.56)   | 31.1 (1.22)   | 42.6 (1.68)   | 66.4 (2.61)   | 163.5 (6.44)  | 120.2 (4.73)  | 62.2 (2.45)   | 29.1 (1.15)   | 20.0 (0.79)   | 4.7 (0.19)    | 568.3 (22.39) |
| 평균 강수일수 (≥ 0.1 mm)                                      | 2.6           | 3.7           | 3.9           | 5.1           | 6.5           | 7.6           | 11.1          | 10.1          | 7.5           | 5.8           | 4.5           | 2.3           | 70.7          |
| 평균 강설일수                                                 | 3.3           | 3.1           | 1.1           | 0.2           | 0             | 0             | 0             | 0             | 0             | 0             | 1.2           | 2.1           | 11            |
| 평균 상대 습도 (%)                                            | 59            | 57            | 55            | 59            | 60            | 61            | 76            | 78            | 73            | 68            | 67            | 61            | 65            |
| 평균 월간 일조시간                                            | 116.5         | 138.4         | 182.4         | 211.2         | 234.2         | 210.6         | 182.2         | 184.5         | 166.7         | 162.5         | 140.5         | 129.2         | 2,058.9       |
| 가능 일조율                                                   | 37            | 45            | 49            | 54            | 54            | 49            | 41            | 45            | 45            | 47            | 46            | 43            | 46            |
| 출처: 중국기상국 (평년값: 1991년~2020년, 극값: 1981년~2010년) |               |               |               |               |               |               |               |               |               |               |               |               |               |

## 행정 구역

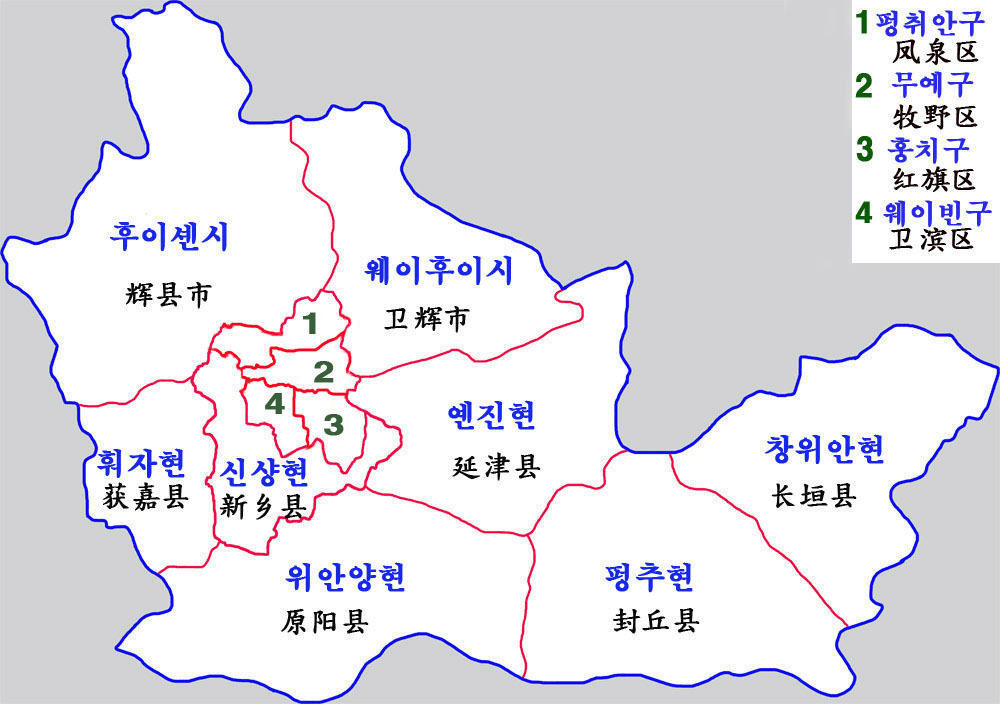
신샹시 현급 행정구역도

4개의 시할구와 2개의 현급시, 6개의 현을 관할한다.
시할구
- 웨이빈구(卫滨区)
- 훙치구(红旗区)
- 무예구(牧野区)
- 펑취안구(凤泉区)

현급시
- 후이셴시(辉县市)
- 웨이후이시(卫辉市)

현
- 신샹현(新乡县)
- 훠자현(获嘉县)
- 위안양현(原阳县)
- 옌진현(延津县)
- 펑추현(封丘县)
- 창위안현(长垣县)

## 같이 보기
- 중국의 로마 가톨릭 교구 목록